# Мамаширское сельское поселение
Мамаширское се́льское поселе́ние — муниципальное образование в Кукморском районе Татарстана Российской Федерации.
Административный центр — село Мамашир.

## Описание
Поселение находится на севере района и республики. Граничит на крайнем юге с Кошкинским сельским поселением, с других сторон — с Кировской областью: с Малмыжским (на западе, севере, востоке) и Вятскополянским (на юго-востоке) районами. Восточная граница прямолинейна, южная граница проходит по р. Бурец (правый приток Вятки).
К поселению относится также эксклав республики, расположенный в Кировской области в левобережье Вятки в 7,5 км к северо-востоку от с. Мамашир.
Мамашир и Тамаево расположены в южной части поселения, в 19 км (по дороге — 34-35 км) к северу от г. Кукмор.
Через населённые пункты поселения проходит дорога, выходящая на западе к автодороге 33Р-002 «Вятские Поляны — Малмыж — Киров», а на востоке — к селу Старый Бурец (Кировск. обл., на берегу Вятки).

## История
Статус и границы сельского поселения установлены Законом Республики Татарстан от 31 января 2005 года № 27-ЗРТ «Об установлении границ территорий и статусе муниципального образования „Кукморский муниципальный район“ и муниципальных образований в его составе».

## Население
| 2010 | 2011 | 2012 | 2013 | 2014 | 2015 | 2016 |
| ---- | ---- | ---- | ---- | ---- | ---- | ---- |
| 864  | ↘863 | ↘833 | ↘831 | ↘819 | ↘815 | ↘807 |
| 2017 | 2018 |      |      |      |      |      |
| ↗809 | ↘786 |      |      |      |      |      |

## Состав сельского поселения
| № | Населённый пункт | Тип населённого пункта       | Население  |
| - | ---------------- | ---------------------------- | ---------- |
| 1 | Мамашир          | село, административный центр | 792 (2010) |
| 2 | Тамаево          | деревня                      | 72 (2010)  |

## Инфраструктура
Оба населённых пункта полностью газифицированы. В селе Мамашир имеются общеобразовательная школа, детский сад.